# Lucas João
Lucas Eduardo dos Santos João (ur. 4 września 1993 w Lizbonie) – portugalsko-angolski piłkarz grający na pozycji napastnika w klubie Persepolis FC.

## Kariera juniorska
João grał jako junior w Beira Mar Almada (do 2011) i CD Nacional (2011–2012).

## Kariera seniorska

### CD Nacional
João zadebiutował w seniorskiej drużynie CD Nacional 15 września 2013 w meczu z FC Arouca (przeg. 0:1). Pierwszą bramkę zdobył 26 stycznia 2014 w wygranym 0:2 spotkaniu Taça da Liga przeciwko Leixões SC. Łącznie dla CD Nacional piłkarz ten rozegrał 57 meczów strzelając 8 goli.

### SC Mirandela
João został wypożyczony do SC Mirandela 1 września 2012. Debiut dla nich zaliczył 30 września 2012 w wygranym 2:1 spotkaniu przeciwko Amarante FC. Pierwszego gola strzelił 7 października 2012 w meczu z Boavista FC (wyg. 0:2). Ostatecznie w barwach SC Mirandela João wystąpił 27 razy zdobywając 12 bramek.

### Sheffield Wednesday F.C.
João przeszedł do Sheffield Wednesday F.C. 31 lipca 2015. Zadebiutował w ich barwach 8 sierpnia 2015 w meczu z Bristol City F.C. (wyg. 2:0). Pierwszą bramkę zdobył 11 sierpnia 2015 w wygranym 4:1 spotkaniu Pucharu Ligi Angielskiej przeciwko Mansfield Town F.C., notując wtedy też asystę. Łącznie dla Sheffield Wednesday F.C. zawodnik ten rozegrał 127 meczów strzelając 29 goli.

### Blackburn Rovers F.C.
João trafił na wypożyczenie do Blackburn Rovers F.C. 30 stycznia 2017. Debiut dla nich zaliczył 1 lutego 2017 w przegranym 1:2 spotkaniu przeciwko Leeds United F.C.. Pierwszego gola strzelił 11 marca 2017 w meczu z Norwich City F.C. (2:2). Ostatecznie w barwach Blackburn Rovers F.C. João wystąpił 13 razy zdobywając 3 bramki.

### Reading F.C.
João przeniósł się do Reading F.C. 6 sierpnia 2019. Zadebiutował w ich barwach 10 sierpnia 2019 w przegranym 2:1 spotkaniu przeciwko Hull City A.F.C., zdobywając wtedy też swoją pierwszą bramkę. Łącznie dla tego klubu piłkarz ten rozegrał 199 meczów strzelając 45 goli.

### Shanghai Port
João trafił do Shanghai Port 28 lipca 2023. Debiut dla nich zaliczył 3 sierpnia 2023 w wygranym 2:1 spotkaniu przeciwko Tianjin Jinmen Tiger, notując wtedy również asystę. Pierwszego gola strzelił 12 sierpnia 2023 w meczu ze Zhejiang Professional (3:4), notując wówczas dublet. Ostatecznie w barwach Shanghai Port João wystąpił 10 razy zdobywając 3 bramki.

### Umm-Salal SC
João przeszedł do Umm-Salal SC 12 lutego 2024. Zadebiutował w ich barwach 24 lutego 2024 w zremisowanym 1:1 spotkaniu przeciwko Qatar SC, zdobywając wtedy też swoją pierwszą bramkę. Łącznie dla tego klubu zawodnik ten rozegrał 12 meczów strzelając 5 goli.

### Persepolis FC
João podpisał kontrakt z Persepolis FC 8 września 2024. Debiut dla nich zaliczył 16 września 2024 w przegranym 1:0 spotkaniu Ligi Mistrzów AFC Elite przeciwko Al-Ahli Dżudda.

## Kariera reprezentacyjna
| Mecze i gole w reprezentacji | Mecze i gole w reprezentacji | Mecze i gole w reprezentacji | Mecze i gole w reprezentacji | Mecze i gole w reprezentacji | Mecze i gole w reprezentacji | Mecze i gole w reprezentacji | Mecze i gole w reprezentacji              |
| Portugalia U-20              | Portugalia U-20              | Portugalia U-20              | Portugalia U-20              | Portugalia U-20              | Portugalia U-20              | Portugalia U-20              | Portugalia U-20                           |
| Lp.                          | Data                         | Miejsce                      | Gospodarz                    | Gość                         | Wynik                        | Gol                          | Rozgrywki                                 |
| ---------------------------- | ---------------------------- | ---------------------------- | ---------------------------- | ---------------------------- | ---------------------------- | ---------------------------- | ----------------------------------------- |
| 1.                           | 24.03.2013                   |                              | Turcja U-20                  | Portugalia U-20              | 2:1                          |                              | Mecz towarzyski                           |
| 2.                           | 26.03.2013                   | Stambuł                      | Turcja U-20                  | Portugalia U-20              | 1:1                          |                              | Mecz towarzyski                           |
| Portugalia U-21              |                              |                              |                              |                              |                              |                              |                                           |
| Lp.                          | Data                         | Miejsce                      | Gospodarz                    | Gość                         | Wynik                        | Gol                          | Rozgrywki                                 |
| 1.                           | 02.06.2013                   | Rio Maior                    | Portugalia U-21              | Chorwacja U-21               | 2:0                          |                              | Mecz towarzyski                           |
| 2.                           | 14.08.2013                   | Setúbal                      | Portugalia U-21              | Szwajcaria U-21              | 5:2                          | Gol                          | Mecz towarzyski                           |
| 3.                           | 10.09.2013                   | Melgaço                      | Portugalia U-21              | Polska U-21                  | 6:1                          | Gol                          | Mecz towarzyski                           |
| Portugalia U-23              |                              |                              |                              |                              |                              |                              |                                           |
| Lp.                          | Data                         | Miejsce                      | Gospodarz                    | Gość                         | Wynik                        | Gol                          | Rozgrywki                                 |
| 1.                           | 28.03.2016                   | Angra do Heroísmo            | Portugalia U-23              | Meksyk U-23                  | 4:0                          |                              | Mecz towarzyski                           |
| Portugalia                   |                              |                              |                              |                              |                              |                              |                                           |
| Lp.                          | Data                         | Miejsce                      | Gospodarz                    | Gość                         | Wynik                        | Gol                          | Rozgrywki                                 |
| 1.                           | 14.11.2015                   | Krasnodar                    | Rosja                        | Portugalia                   | 1:0                          |                              | Mecz towarzyski                           |
| 2.                           | 17.11.2015                   | Luksemburg                   | Luksemburg                   | Portugalia                   | 0:2                          |                              | Mecz towarzyski                           |
| Angola                       |                              |                              |                              |                              |                              |                              |                                           |
| Lp.                          | Data                         | Miejsce                      | Gospodarz                    | Gość                         | Wynik                        | Gol                          | Rozgrywki                                 |
| 1.                           | 29.03.2022                   | Óbidos                       | Angola                       | Gwinea Równikowa             | 0:0                          |                              | Mecz towarzyski                           |
| 2.                           | 23.03.2023                   | Kumasi                       | Ghana                        | Angola                       | 1:0                          |                              | Puchar Narodów Afryki 2023 – kwalifikacje |
| 3.                           | 27.03.2023                   | Luanda                       | Angola                       | Ghana                        | 1:1                          | Gol                          | Puchar Narodów Afryki 2023 – kwalifikacje |
| 4.                           | 17.06.2023                   | Duala                        | Republika Środkowoafrykańska | Angola                       | 1:2                          |                              | Puchar Narodów Afryki 2023 – kwalifikacje |
| 5.                           | 07.09.2023                   | Luanda                       | Angola                       | Madagaskar                   | 0:0                          |                              | Puchar Narodów Afryki 2023 – kwalifikacje |
| 6.                           | 11.06.2024                   | Luanda                       | Angola                       | Kamerun                      | 1:1                          |                              | Mistrzostwa Świata 2026 – eliminacje      |